# تولی، شهرستان پارنو
تولی، شهرستان پارنو (به لاتین: Tõlli, Pärnu County) یک روستا در استونی است که در تستاما، استونی واقع شده‌است.

## نگارخانه

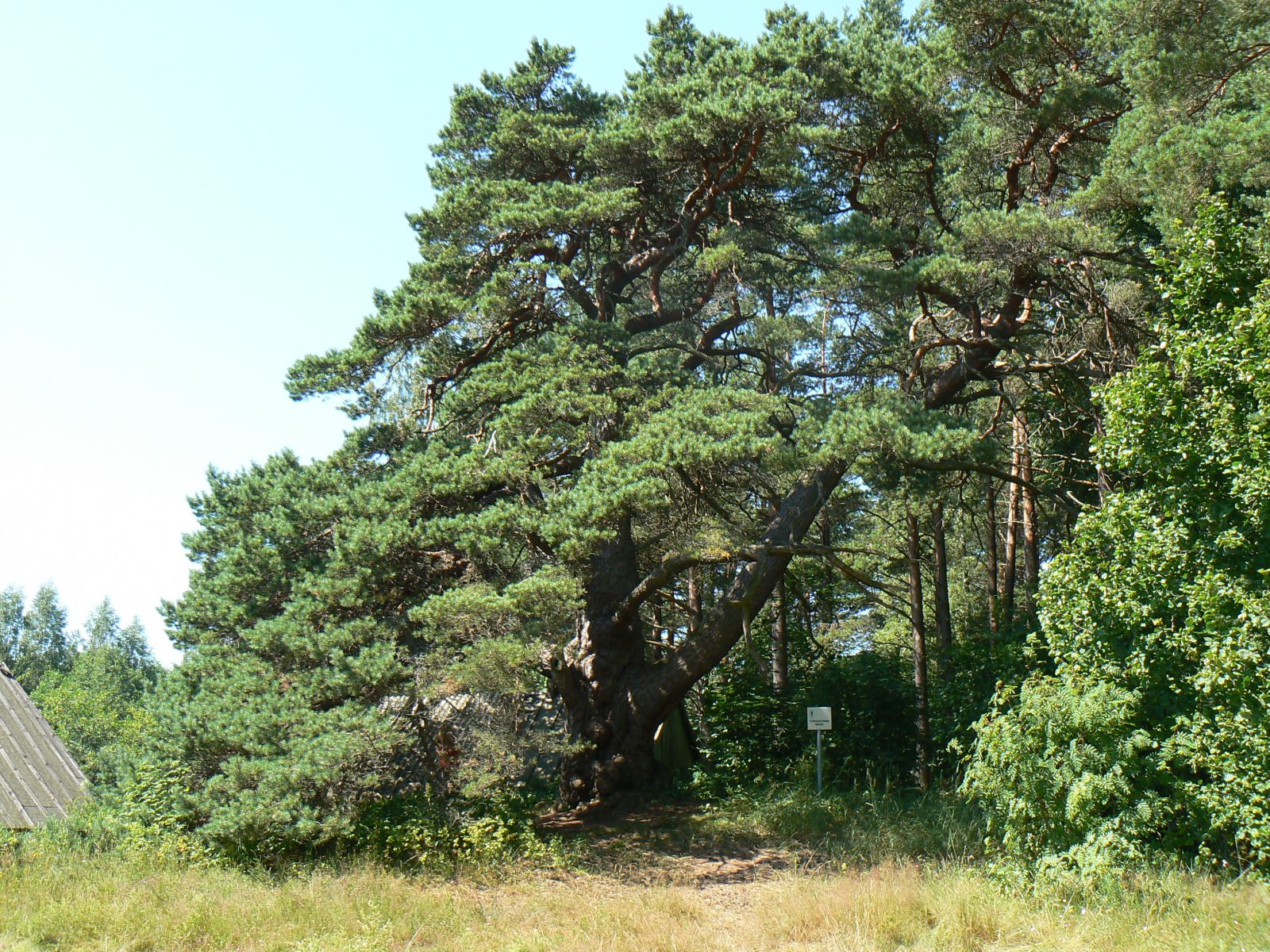
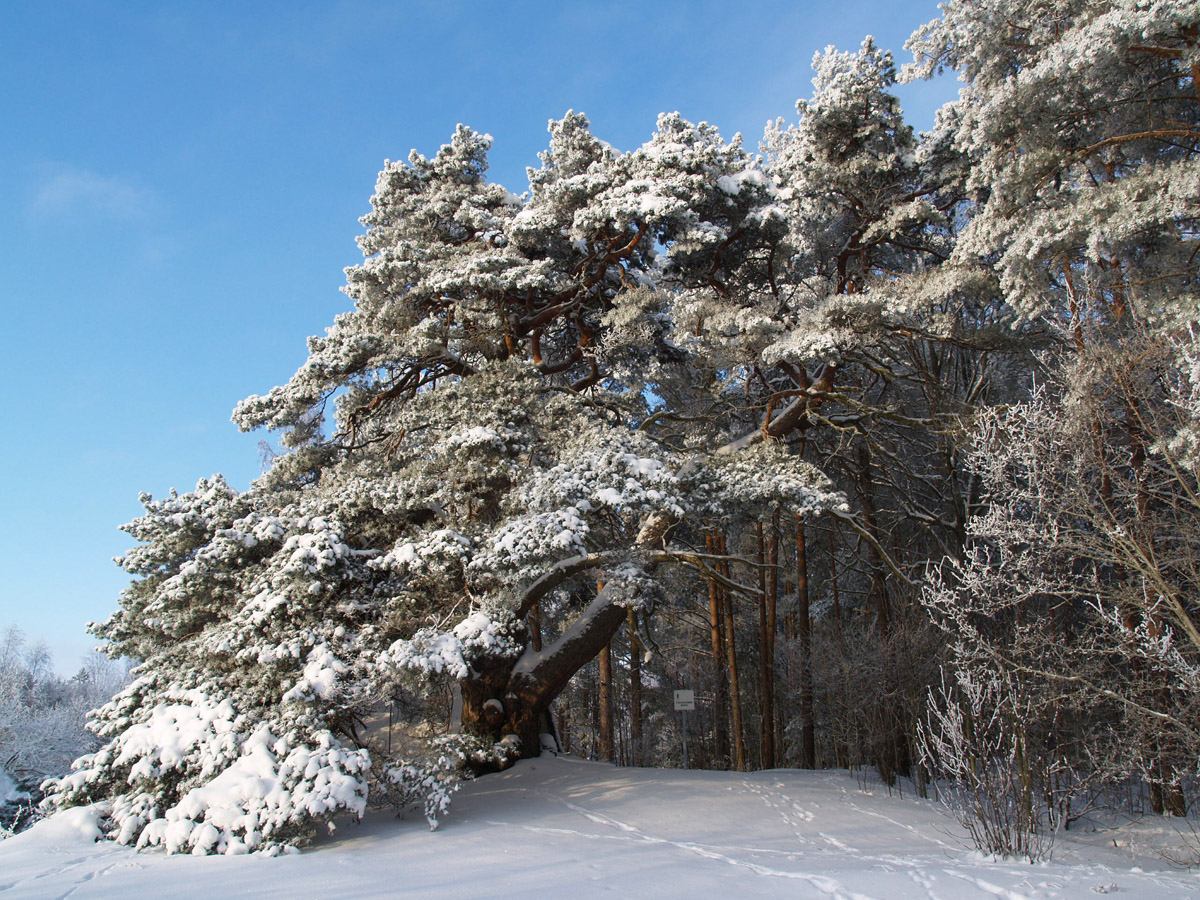

## خصوصیات
تولی ۴۴ نفر جمعیت دارد.